# トウレン坡駅
褡褳坡駅（とうれんぱえき）は中華人民共和国北京市朝陽区に位置する北京地下鉄6号線の駅である。2012年12月30日に開業した。

## 歴史
- 2012年12月30日 - 開業。

## 駅構造

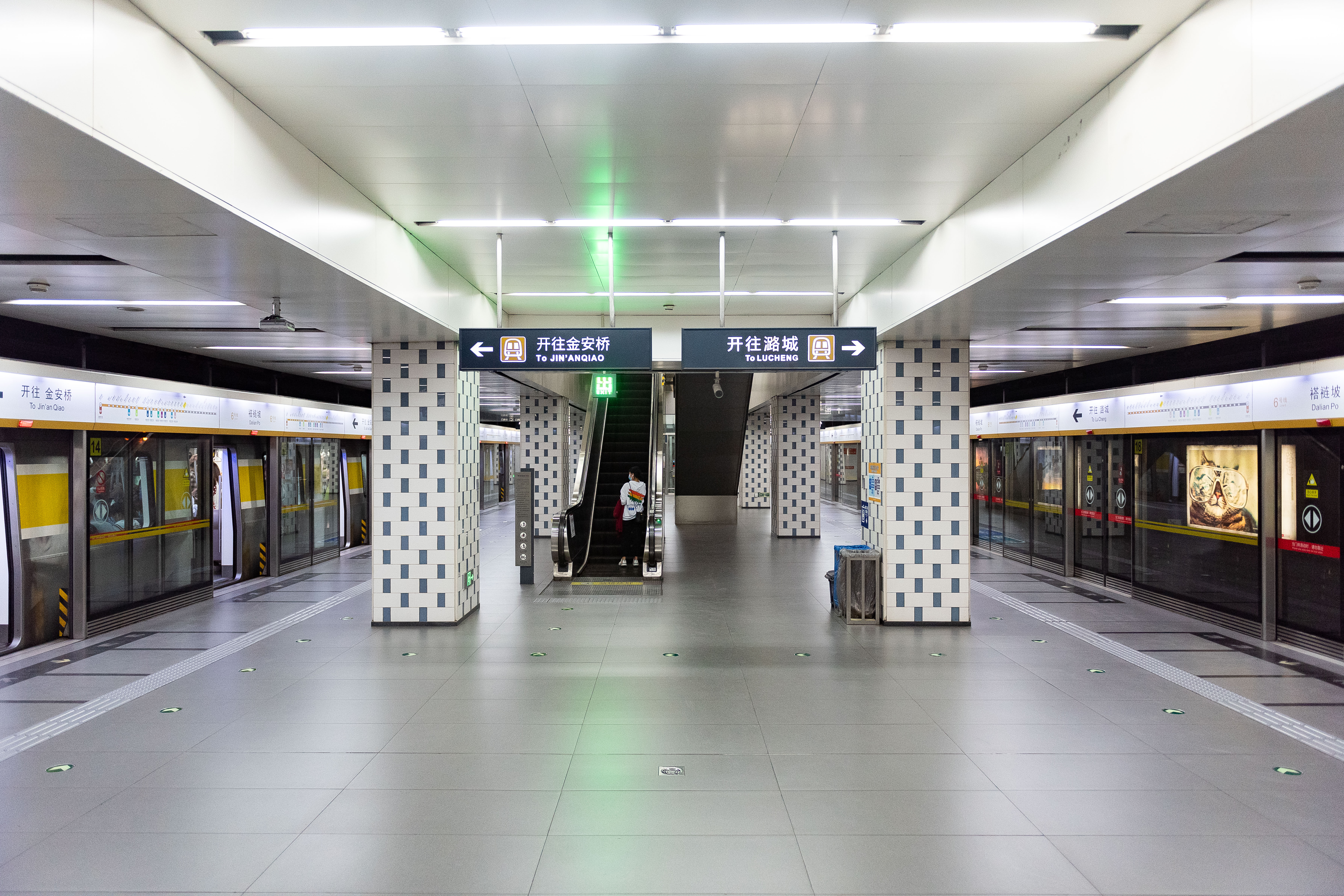
ホーム

島式ホーム1面2線を有する地下駅。ホームドア完備。

## 駅周辺
- 北京福鑫病院

## 隣の駅
北京地下鉄
■6号線
青年路駅 - 褡褳坡駅 - 黄渠駅